# XVe législature du royaume d'Italie
La XVe législature du royaume d'Italie (en italien : La XV Legislatura del Regno d'Italia) est la législature du royaume d'Italie qui a été ouverte le 22 novembre 1882 et qui s'est fermée le 27 avril 1886. 

## Gouvernements
- Gouvernement Depretis IV
  - Du 29 mai 1881 au 25 mai 1883
  - Président du conseil des ministres : Agostino Depretis (Gauche historique)
- Gouvernement Depretis V
  - Du 25 mai 1883 au 30 mars 1884
  - Président du conseil des ministres : Agostino Depretis (Gauche historique)
- Gouvernement Depretis VI
  - Du 30 mars 1884 au 29 juin 1885
  - Président du conseil des ministres : Agostino Depretis (Gauche historique)
- Gouvernement Depretis VII
  - Du 29 juin 1885 au 4 avril 1887
  - Président du conseil des ministres : Agostino Depretis (Gauche historique)

## Président de la chambre des députés
- Domenico Farini
  - Du 22 novembre 1882 au 12 mars 1884
- Michele Coppino
  - Du 19 mars 1884 au 3 avril 1884
- Giuseppe Biancheri
  - Du 7 avril 1884 au 27 avril 1886

## Président du sénat
- Sebastiano Tecchio
  - Du 22 novembre 1882 au 27 juillet 1884
- Giacomo Durando
  - Du 27 novembre 1884 au 27 avril 1886